# Buslijn 166 (HWGO)
Buslijn 166 is een buslijn in de gemeenten Dordrecht, Hoeksche Waard en Rotterdam, die wordt geëxploiteerd door Connexxion. De lijn verbindt het station Dordrecht via de Krommedijk, het Leerpark, de Kiltunnel, 's-Gravendeel, Maasdam, Puttershoek, Mijnsheerenland, Heinenoord busstation, de A29 en de Vaanweg met het metrostation Zuidplein.